# Nedoharky (obwód kirowohradzki)
Nedoharky (ukr. Недогарки) – wieś na Ukrainie, w obwodzie kirowohradzkim, w rejonie aleksandryjskim, w hromadzie Pryjutiwka. W 2001 liczyła 504 mieszkańców.